# サウス・ブロンクス

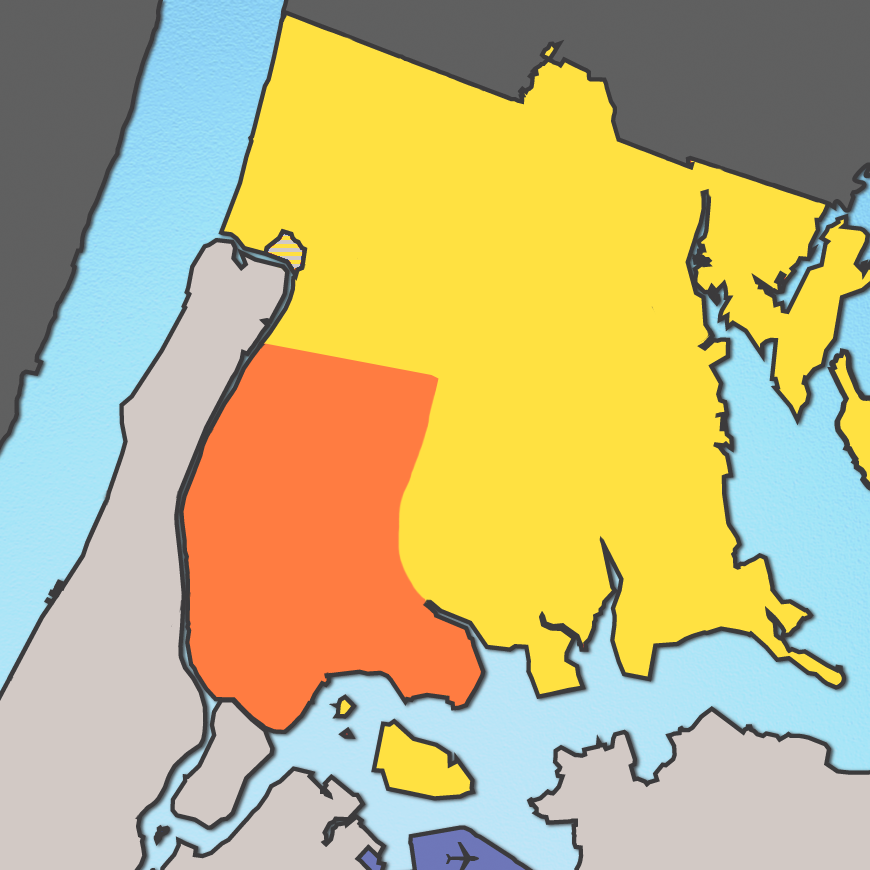
厳密な境界線があるわけではないが、サウス・ブロンクスをオレンジ色にその他のブロンクスのエリアを黄色に塗り分けた地図。

サウス・ブロンクスは、アメリカ合衆国ニューヨーク市ブロンクス区の南西部に位置する地区。おおよそ、フォーダム・ロードより南、ブロンクス川より西のエリアを指す。ブロンクス南部と言う意味ではなく、地区名の固有名詞である（実際、ブロンクスの中の南の一帯を指してはいるが）。

## 概要
「サウス・ブロンクス」という言葉には、1970年代の「都心の荒廃」を追想させるような響きがあるため、最近では、どこか古臭い印象を帯びている名称の代わりに「ダウンタウン・ブロンクス」や「ソーブロー」という呼び名が使われ始めてきている。
ソーブロー (SoBro) 地区という名前は、マンハッタン区にある比較的裕福な地域であるソーホー地区（「ハウストン通りの南 (South of Houston)」の頭文字2文字をとって「ソーホー(SOHO)」と名づけられた）を参考にしたものである。地区自体はヒップホップ文化誕生の地として人気を集めている。
ブロンクス区全体としても「ユダヤ人自治区」というイメージがある（事実、1960年のピーク時には、62%の居住者がユダヤ教徒であった）が、サウス・ブロンクス地区は、1963年の時点では、事実上全ての居住者（92%）がユダヤ教徒であった。しかし1960年代末〜1970年代にかけて、その状況が大きく変化した。現在では、地区を出ていったユダヤ教徒たちは、ブロンクス区の北西部にあるリバーデイル地区に住んでいる。
地区の名は、1940年代、ブロンクス区の最南端部に位置するモット・ヘブン地区をブロンクス随一の貧民窟であると認識した社会福祉士のグループが使い始めた。最初はモット・ヘブン地区とメルローズ地区のみを指す名称であったが、サウス・ブロンクス地区の境界線は、1970年代までには、ブロンクス横断高速道まで拡張し、ハンツ・ポイント地区、モリセニア地区、ハイブリッジ地区までを含むようになった。この時代にブロンクス区では、白人たちが郊外へと脱出していき、大家たちが所有権を放棄した建築物の廃屋化が進み、政府は何の対応策も講じないなど、最悪の時代を迎えていた。大家の中には、不動産物件を、放火魔を雇って燃やすことで保険金を稼ごうとしようとしたという噂まである。実際、当時一晩でサウスブロンクス地区だけでも3～4件の火事が生じていたという。現にユーチューブ等のWeb媒体でサウス・ブロンクス (South Bronx) を検索すると、1970年代～1980年代にかけての、まるで戦争直後の爆撃を受けた焼野原のような、サウスブロンクス地区の記録が多数残されている。当時のレーガン大統領ですら、がれきの山が延々と続くサウスブロンクス地区を視察して絶句したという。また当時、大家またこの地区を縄張りにするマフィアによるヘロインの密売行為も行われていた。この結果、地区を襲った混沌状況をメディアが取り上げていく中で、「サウス・ブロンクス地区」という言葉が、アメリカ中に一般的な用語として定着していった。
そのような激動の1970年代よりも、現在の地区の範囲は、さらに広い地域を指している。現在では、トレモント地区やユニバーシティ・ハイツ地区は、地区内と認識されることが多い。また、サウンドビュー地区を、さらに東のキャッスル・ヒル地区までを地区内と見なす人々もいる。地区の北限は、フォーダム地区ということで意見の一意がとれている。いずれにせよ、境界線がどこにあろうが、地区は「都市荒廃」の象徴である。最南東部に位置するスログス・ネック地区のように、ブロンクス区南部に位置していても、サウス・ブロンクス地区と見なされない地区は、自動的にノース・ブロンクス地区ということになる。
地区に住む人々の多くは、この曖昧な名称を好まない。しかし、長年に渡り、サウス・ブロンクスという名称を地理的な指標として用いていたために、モット・ヘブン地区やモリス・ハイツの人々が、実際の地区の名を使う頻度が減り、中には地区の名を知らない人々も現れてきている。またサウス・ブロンクス地区という名の下に結集した社会的/経済的に多様な人々によって素晴らしい地域が形成されているという指摘もある。
30年前にサウス・ブロンクス地区という名称が使い始められ、その範囲が広がってきたが、その間に地区の様子は大きく変わった。現在の地区は、かつての姿とは、全く異なっている。人口が減ったために、ブロンクス区でも落ち着いた地域となっている。ブロンクス横断高速道の北に位置する地域よりも、犯罪率は低くなっている。
因みに、この地区からは、複数のヒップホップやR&B系アーティストが輩出してきた。有名なところを挙げれば、ファット・ジョー、KRSワン、ジェニファー・ロペスなどが、この地区の出身者である。

## 著名な出身者
- ファット・ジョー - ラッパー
- KRSワン - ラッパー
- ジェニファー・ロペス - 歌手、女優
- ケリー・ワシントン - 女優
- コリン・パウエル - 軍人、政治家
- アル・パチーノ - 俳優
- ソニア・ソトマイヨール - 合衆国最高裁判所判事
- T.M.スティーヴンス - ベーシスト